# Fuego (bài hát của Pitbull)
"Fuego" là một ca khúc của nam ca sĩ nhạc rap người Mỹ Pitbull nằm trong album phòng thu thứ hai của anh, El Mariel. Ca khúc này được sáng tác bởi Chad Butler, Crooms, William Landrón, Armando Pérez, trong khi việc sản xuất được giao cho Mr. Collipark. Phiên bản phối khí của ca khúc trong album The Boatlift có xuất hiện trong video trò chơi Madden NFL 2008.

## Danh sách ca khúc
- Bản album

1. "Fuego" – 3:49
2. "Fuego" (Dj Buddha Remix) (hợp tác với Don Omar)– 3:49

## Tham gia thực hiện
- Hát chính – Pitbull
- Sản xuất – Mr. Collipark,
- Hãng đĩa: Polo Grounds

Thông tin được lấy từ ghi chú trong album El Mariel

## Lịch sử phát hành
| Quốc gia | Ngày                 | Định dạng       | Hãng đĩa     |
| -------- | -------------------- | --------------- | ------------ |
| Mỹ       | 31 tháng 10 năm 2006 | Tải kỹ thuật số | Polo Grounds |